# Impero del Mare del Nord
Impero del Mare del Nord e impero anglo-scandinavo sono termini usati dagli storici per riferirsi all'unione personale dei regni d'Inghilterra, Danimarca e talvolta Norvegia per la maggior parte del periodo tra 1013 e 1042, verso la fine dell'epoca vichinga. Quest'impero effimero norvegese era una talassocrazia, i cui componenti erano solo collegati e dipendenti dal mare. Questo "impero" è però un neologismo storiografico come il successivo impero angioino: entrambi infatti non furono mai veri e propri imperi ma un'unione personale di più regni. Il primo re a unire tutti e tre i regni fu Sweyn Barbaforcuta, re di Danimarca dal 986 e di Norvegia dal 1000, quando conquistò l'Inghilterra nel 1013. Morì l'anno successivo e il suo regno venne diviso. Suo figlio Canuto il Grande prese l'Inghilterra nel 1016, la Danimarca nel 1018 e la Norvegia nel 1028. Morì nel 1035 e il suo regno fu nuovamente diviso, ma il suo successore in Danimarca, Canuto II, ereditò l'Inghilterra nel 1040 e lo governò fino alla sua morte. Al culmine della sua potenza, quando Canuto il Grande governò tutti e tre i regni (1028-1035), fu il sovrano più potente dell'Europa occidentale dopo l'Imperatore del Sacro Romano Impero.

## Formazione

I domini di Canuto il Grande (le terre svedesi e norvegesi di Jämtland, Härjedalen, Idre e Särna non sono incluse in questa mappa).

### Inghilterra
Canuto era il figlio minore del re danese Sweyn Barbaforcuta. Quando suo padre morì il 3 febbraio 1014 durante un'invasione dell'Inghilterra, Canuto, che era stato lasciato al comando della flotta nel fiume Trent mentre Sweyn era nel sud dell'Inghilterra, fu acclamato re dai danesi. Tuttavia l'invasione fallì: gli uomini del regno di Lindsey, che avevano promesso di fornire cavalli per un raid tattico, non furono pronti prima che i nobili inglesi avessero reinstallato il re Etelredo l'Impreparato, che avevano precedentemente mandato in esilio, dopo averlo costretto ad accettare di governare meno duramente.
Il fratello di Canuto, Aroldo, divenne re di Danimarca, ma, con l'aiuto di Eiríkr Hákonarson della Norvegia, Canuto raccolse una nuova flotta di invasione e tornò in Inghilterra nell'estate del 1015. Gli inglesi furono divisi per intrighi tra il re, i suoi figli e altri nobili; entro quattro mesi uno dei figli di Etelredo aveva promesso fedeltà a Canuto e controllava Wessex, il cuore storico del regno. Prima che la battaglia decisiva per Londra potesse essere combattuta, Etelredo morì il 23 aprile 1016. I londinesi scelsero come re suo figlio Edmondo, mentre la maggior parte dei nobili si incontrarono a Southampton e giurarono fedeltà a Canuto. Questo bloccò Londra, ma fu costretto a partire per rifornire le sue scorte e fu sconfitto da Edmondo nella battaglia di Otford; tuttavia, dopo che i danesi fecero irruzione nell'Essex, Edmondo fu a sua volta sconfitto nella battaglia di Assandun. Lui e Canuto raggiunsero un accordo in base al quale Edmondo avrebbe mantenuto il dominio sul Wessex mentre Canuto avrebbe governato tutta l'Inghilterra a nord del Tamigi. Ma il 30 novembre 1016 Edmondo morì a sua volta, lasciando Canuto come re d'Inghilterra.
Nell'estate del 1017 Canuto consolidò il suo potere sposando Emma, la vedova di Elteredo, sebbene avesse precedentemente sposato una nobildonna inglese, Æglfgifu di Northampton. Nel 1018 pagò la sua flotta (con soldi in buona parte dei cittadini di Londra) e fu pienamente riconosciuto come re d'Inghilterra.

### Danimarca

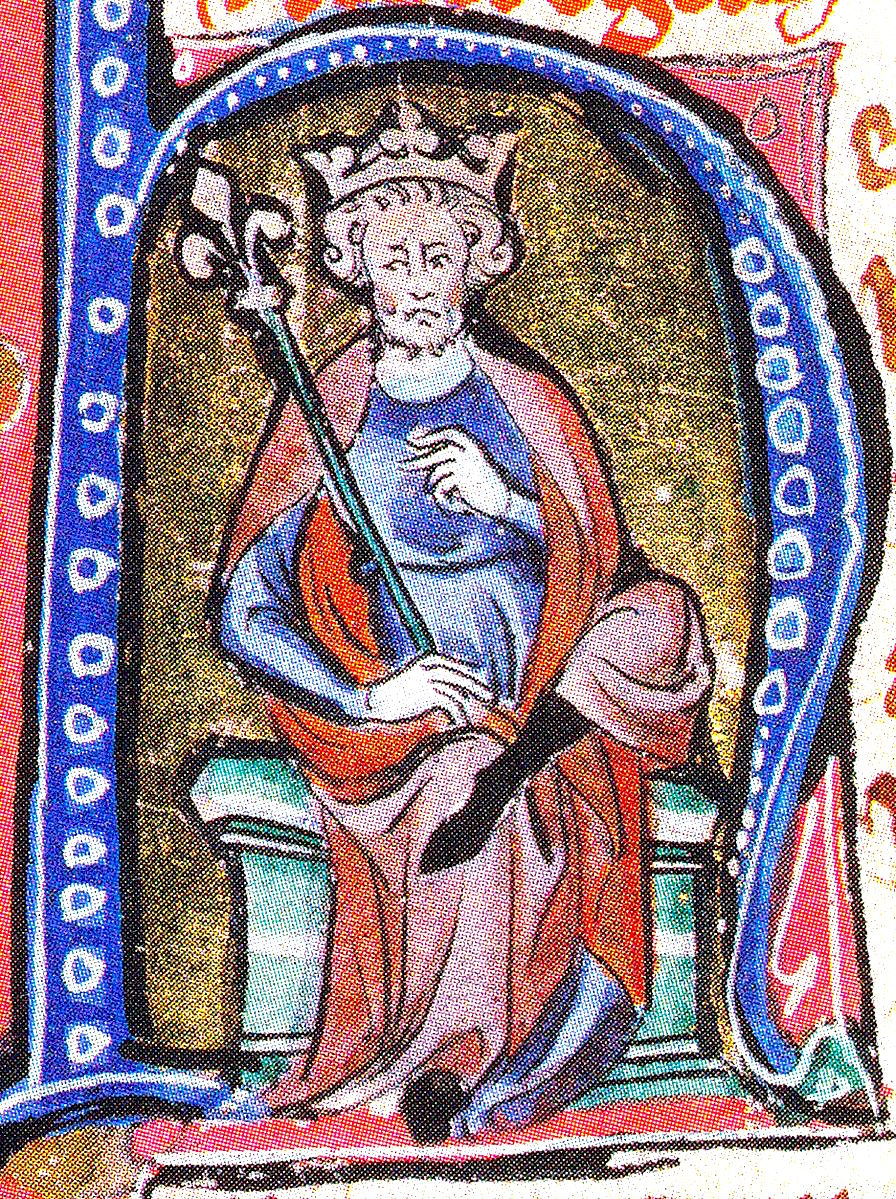
Canuto il Grande.

Il re Aroldo II morì senza figli nel 1018 o nel 1019, lasciando il paese senza un re. Canuto era l'erede di suo fratello e andò in Danimarca nel 1019 per reclamare il regno. Mentre era in Danimarca, inviò una lettera ai suoi sudditi in Inghilterra dicendo che era all'estero per evitare un "pericolo" non specificato, e tornò solo per sedare le ribellioni incipienti. Una cronaca danese afferma che i danesi avevano precedentemente deposto Aroldo II a favore di Canuto, quindi questi avrebbero riportato Aroldo II sul trono a causa delle frequenti assenze di Canuto, fino a quando quest'ultimo alla fine divenne re definitivamente dopo la morte di suo fratello.
Il re Olaf II di Norvegia e il re Anund Jacob di Svezia, vedendo l'unione del regno anglo-danese come una minaccia (il padre di Canuto, Sweyn, aveva affermato il potere su entrambi i loro paesi) approfittarono del fatto che Canuto si trovava in Inghilterra per attaccare la Danimarca nel 1025 o 1026; ad essi si unirono lo jarl Ulf, reggente danese di Canuto, e suo fratello. Canuto colse di sorpresa la flotta di Olaf e scese in battaglia contro la flotta svedese nella battaglia dell'Helgeå. L'esito preciso è controverso, ma Canuto ne uscì meglio; Olaf fuggì e la minaccia alla Danimarca fu dissipata.
Nel 1027 Canuto viaggiò a Roma, in parte per espiare il suo peccato per aver ucciso lo jarl Ulf il Natale precedente, in parte per assistere all'incoronazione di Corrado II come imperatore del Sacro Romano Impero e per dimostrare la sua importanza come sovrano. Si assicurò l'allentamento dei pedaggi riscossi sui pellegrini in viaggio verso Roma dal Nord Europa e un ulteriore allentamento sulle tasse papali per gli arcivescovi inglesi che ricevevano il loro pallio; iniziò anche una relazione con Corrado che portò il figlio dell'imperatore Enrico a sposare la figlia di Canuto, Gunilde, e prima ancora all'imperatore a cedere alla Danimarca Schleswig e una striscia di antico territorio danese tra Hedeby e l'Eider che i tedeschi avevano occupato come zona cuscinetto contro i danesi.

### Norvegia
Olaf II aveva esteso il suo potere in tutta la Norvegia mentre lo jarl Erik era con Canuto in Inghilterra. L'inimicizia di Canuto con lui si estendeva ancora più indietro: Elteredo era infatti tornato in Inghilterra in una flotta fornita da Olaf. Nel 1024 Canuto si era offerto di lasciare che Olaf governasse la Norvegia come suo vassallo; ma dopo la già menzionata battaglia dell'Helgeå, iniziò a minare il suo impopolare dominio per mezzo di tangenti e nel 1028 partì con cinquanta navi per soggiogare la Norvegia. Un grosso contingente di navi danesi si unì a lui e Olaf si ritirò nel fiordo di Oslo mentre Canuto navigava lungo la costa, sbarcando in vari punti e ricevendo giuramenti di fedeltà dai capi locali. Finalmente a Nidaros, ora Trondheim, fu acclamato re all'Eyrathing e in pochi mesi Olaf fuggì in Svezia.
Nel 1030 Olaf tentò di tornare, ma il popolo della zona di Trondheim malvedeva il suo ritorno e fu sconfitto e ucciso nella battaglia di Stiklestad.

### Parti della Svezia
Dopo la già menzionata battaglia dell'Helgeå, Canuto affermò anche di governare "parte della Svezia" insieme a Inghilterra, Danimarca e Norvegia. Fece coniare monete nella capitale, Sigtuna, o a Lund, allora parte della Danimarca, con la scritta CNVT REX SW ("Canuto re degli svedesi"). Questa "parte della Svezia" è stata identificata in via ipotetica con il Götaland occidentale o con il Blekinge. La maggior parte delle pietre runiche dell'Inghilterra si trova in Uppland. Probabilmente era un dominio contestato; Canuto non doveva essere presente in Svezia per ordinare il conio di monete; queste affermano di aver governato l'Irlanda, e la storia svedese in questa prima data è molto incerta.

### Aree tributarie

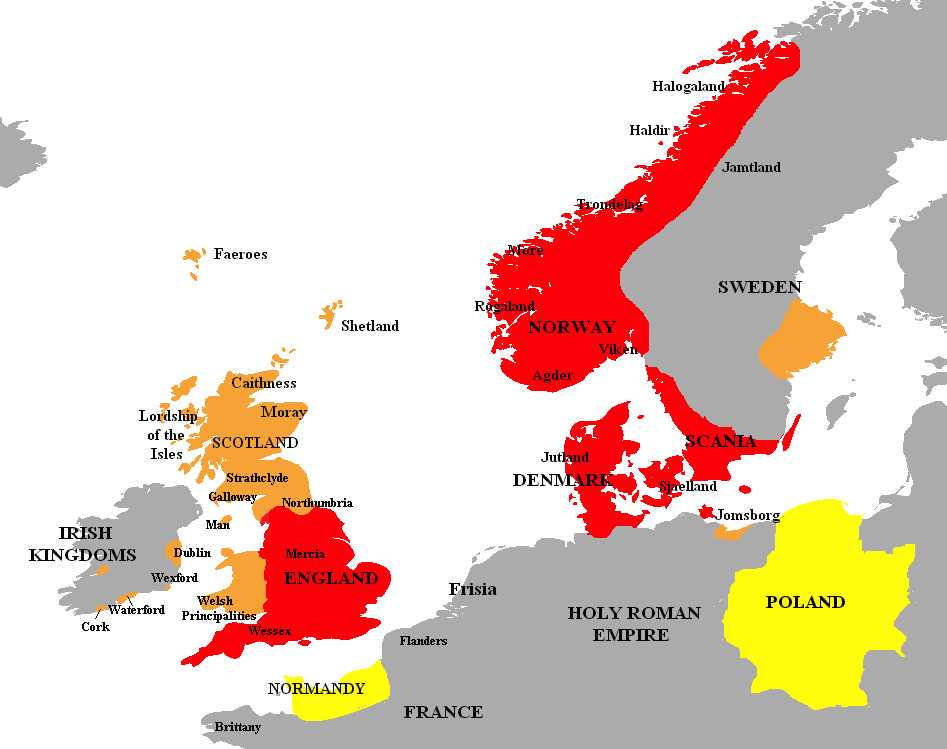
Impero del Mare del Nord. Rosso: Paesi in cui Canuto era il re. Arancione: vassalli. Giallo: alleati.

Oltre a una parte della Svezia, di cui lui o chi scrisse il titolo della sua lettera sosteneva di far parte del re, Canuto ricevette un tributo dai Venedi e si alleò con i polacchi; nel 1022, insieme a Godwin del Wessex e allo jarl Ulf, portò una flotta a est nel Baltico per confermare la sua supremazia sulle aree costiere che i re danesi dominavano da Jomsborg.
Immediatamente dopo il suo ritorno da Roma, Canuto condusse un esercito in Scozia e fece suoi vassalli Malcolm II, l'Alto Re di Scozia, e di altri due re, uno dei quali, Echmarcach mac Ragnaill, era un re del mare le cui terre includevano Galloway e l'isola di Man e diventò successivamente, nel 1036, re di Dublino. Tutti questi, e probabilmente anche i gallesi, resero omaggio, sul modello del danegeld che Elteredo aveva istituito per pagare i danesi; e Canuto riaffermava così il dominio sui regni celtici che i recenti re inglesi avevano dovuto lasciare decadere, oltre a punire coloro che avevano sostenuto Olaf contro di lui. Un verso dello scaldo islandese Óttarr svarti chiama Canuto "re dei danesi, degli irlandesi, degli inglesi e degli isolani"; presumibilmente la Norvegia è omessa dal titolo perché Canuto non era ancora salito al potere in quel paese.

## Religione
All'inizio dell'XI secolo, l'Inghilterra era stata cristiana per secoli; il Danelaw era in transizione dal paganesimo al cristianesimo, ma i paesi scandinavi erano ancora prevalentemente pagani. Il padre di Canuto, Sweyn, inizialmente era stato pagano, ma in seguito la sua vita era stata sostanzialmente cristiana. In Inghilterra Canuto promosse assiduamente gli interessi della chiesa, e questo lo portò ad essere accettato dai sovrani cristiani d'Europa, uno status che nessun altro re scandinavo riuscì ad ottenere prima di lui. In Norvegia, al contrario, certamente costruì chiese ed era sia rispettoso che generoso con il clero, ma si fece anche alleati tra i capi pagani e, a differenza di Olaf, non fece leggi a beneficio della chiesa fino a quando il suo potere non fu sufficientemente consolidato.

## Governo

Earldom dell'Inghilterra, 1025 circa.

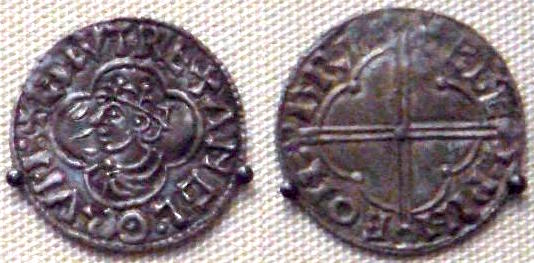
Penny di Canuto il Grande.

All'inizio del 1017, probabilmente perché era il re per diritto di conquista, Canuto divise l'Inghilterra in 4 earldom sul modello scandinavo: il Wessex, che governò direttamente; dei suoi alleati, Thorkell l'Alto divenne earl dell'Anglia Orientale, Eric Haakonsson mantenne la Northumbria, che Canuto gli aveva già dato, ed Eadric Streona divenne earl di Mercia. Ma l'ultimo cadde in disgrazia e giustiziato entro l'anno. Nel 1018 Canuto fece rivivere almeno due earldom nel Wessex e in un incontro ad Oxford, i suoi seguaci e i rappresentanti degli inglesi concordarono sul fatto che avrebbe governato secondo le leggi del re Edgardo.
Lo storico Frank Stenton sottolinea che la cronaca anglosassone ha relativamente poco da dire sul regno di Canuto se non per notare i suoi frequenti viaggi all'estero, indicando che aveva un forte controllo dell'Inghilterra. Probabilmente Thorkell agì come suo reggente durante le sue assenze, fino a quando i due non ebbero un conflitto e fu messo fuorilegge nel 1021. I termini della loro riconciliazione in Danimarca nel 1023, con uno scambio di figli in affidamento e Thorkell che divenne reggente di Canuto in Danimarca, suggeriscono che Thorkell li aveva conquistati con una forza armata.
Tuttavia, fu lasciato ad un altro degli earl di Canuto, Siward, a proteggere il suo earldom di Northumbria consolidando il potere inglese in Scozia; alla sua morte, nel 1055, egli e non il re, fu il signore di tutto il territorio che il regno di Strathclyde aveva annesso all'inizio del secolo precedente.
I danesi avevano più di motivo di lamentarsi delle assenze di Canuto rispetto agli inglesi: egli infatti regnò principalmente dall'Inghilterra, lasciando dei reggenti in Danimarca. Sostituì Thorkell come suo principale consigliere in Inghilterra con Godwin, un inglese che fece earl del Wessex, mentre nel giro di tre anni dalla loro riconciliazione fu inoltre sostituito come reggente della Danimarca dallo jarl Ulf, il marito della sorella di Canuto, al quale Canuto diede l'incarico di divenire tutore del figlio Canuto II, figlio avuto da Emma. Ulf però si dimostrò tutt'altro che leale, cospirando prima contro di lui con i re di Svezia e Norvegia, poi facendo un gioco di potere facendo giurare fedeltà ai nobili a Canuto II (de facto nei suoi confronti); Canuto tornò in Danimarca nel Natale del 1026, ordinò ai suoi huscarli di uccidere Ulf, e l'ordine fu eseguito nella Trinity Church di Roskilde. Alla fine della sua vita, aveva completamente sostituito i consiglieri di cui era attorniato, passando da consiglieri di etnia scandinava a consiglieri di etnia inglese.
Canuto rimase per un anno e poi lasciò il figlio dello jarl Erik, Håkon Eiriksson, come suo reggente (aveva servito Sweyn Barbaforcuta nello stesso ruolo), ma annegò in mare l'inverno successivo. Come suo sostituto, Canuto mandò Svein, il più giovane dei due figli avuti con Ælfgifu, in Norvegia, accompagnato da sua madre, che svolse il ruolo di tutrice. Essi si attardarono nella Norvegia meridionale mentre il ritorno di Olaf fu respinto, ma divenne ancora più impopolare di quanto lo fosse stato lui. Ælfgifu cercò di imporre una nuova tassazione e controlli più severi su un popolo che amava la propria indipendenza e soprattutto non sopportava che le nuove usanze fossero etnicamente danesi.
Canuto si preparò anche a consegnare la Danimarca a uno dei suoi figli: dopo aver preso il potere in Norvegia, tenne una grande corte a Nidaros e proclamò Canuto II, figlio avuto da Emma, re di Danimarca. Come sottolinea lo storico Frank Stenton, nominando diversi figli suoi eredi in diversi paesi, dimostrò di non avere «l'intenzione deliberata di fondare un impero settentrionale ... [che] sarebbe rimasto unito dopo la sua morte». Forse era semplicemente l'usanza del suo popolo. In ogni caso, durante il regno di Canuto fu chiaro che la debolezza del suo impero risiedeva nell'impossibilità di trovare reggenti leali e competenti per governare quando non poteva essere presente. E i suoi figli non potevano reggere l'impero insieme.

## Dopo la morte di Canuto
L'impero del Mare del Nord crollò immediatamente dopo la morte di Canuto nel 1035. In Norvegia, infatti, prima della morte di Canuto, il dominio di questo era già caduto: entro l'inverno del 1033, Svein e Ælfgifu erano così impopolari che furono costretti a lasciare Trondheim. Nel 1034 il capo dell'esercito che aveva respinto e ucciso re Olaf a Stiklestad si unì a uno dei fedeli seguaci del re per riportare il suo giovane figlio Magnus, in quel momento a Gardariki, sul trono, e nell'autunno del 1035, poche settimane prima della morte di Canuto, Svein e sua madre dovettero abbandonare del tutto il paese e andare in Danimarca. Svein morì poco dopo.
In Danimarca, Canuto II stava già governando come re, ma non fu in grado di andarsene per tre anni a causa della minaccia che Magnus di Norvegia avrebbe invaso la Danimarca per vendicarsi. Nel frattempo i nobili inglesi, divisi tra lui e il figlio minore di Canuto avuto da Ælfgifu, Aroldo Harefoot, decisero di scendere a compromessi facendo regnare Aroldo come reggente, e alla fine del 1037 Ælfgifu aveva convinto i grandi del regno a giurare fedeltà ad Aroldo, ora conosciuto come Aroldo I, e la madre di Canuto II, la regina Emma, fu costretta a rifugiarsi nelle Fiandre.
Canuto II preparò una flotta di invasione per strappare l'Inghilterra dal suo fratellastro, ma quest'ultimo morì nel 1040 prima che potesse usarla. Canuto II divenne quindi re d'Inghilterra, riunendola con la Danimarca, ma venne ricordato come un pessimo re. La cronaca anglosassone sostiene che egli non fece nulla di reale durante tutto il suo regno. Morì improvvisamente nel giugno del 1042 "mentre beveva" alla festa nuziale di Tovi il Superbo, uno dei thegn danesi della corte di suo padre. A prima vista la morte di Canuto II sembra aver causato la fine dell'impero del Mare del Nord. Tuttavia Magnus di Norvegia, utilizzando l'accordo che aveva stretto con Canuto II nel 1040, prese il controllo della Danimarca e aveva in programma di invadere l'Inghilterra e riunire i regni e l'impero. Nel consolidare il suo potere in Danimarca fermò un'invasione dei Venedi nella battaglia della brughiera di Lyrskov iniziata poco dopo aver distrutto Jomsviking. Questo potrebbe essere stato un vero e proprio obiettivo personale, poiché distrusse componenti politiche e militari chiave dell'ascesa del dominio di Sveyn Barbaforcuta e Canuto il Grande. Mentre Magnus aveva espulso Sveyn di Svezia dalla Danimarca nel 1046, Adamo di Brema annota brevemente che Sveyn e lo jarl Tovi scacciarono Magnus dalla Danimarca nel 1047. Ciò è confermato dalla coeva cronaca anglosassone che riporta che nel 1047 Sveyn chiese all'Inghilterra cinquanta navi da usare nella battaglia contro Magnus. «E poi Sveyn espulse Magnus dalla Danimarca ed entrò nel paese con un'enorme carneficina, e i danesi gli pagarono una grossa somma di denaro e lo riconobbero come re. E lo stesso anno Magnus morì».